# Liste des planètes mineures (714001-715000)
Voici la liste des planètes mineures numérotées de 714001 à 715000. Les planètes mineures sont numérotées lorsque leur orbite est confirmée, ce qui peut parfois se produire longtemps après leur découverte. Elles sont classées ici par leur numéro.

## Planètes mineures 714001 à 715000
- (714001) 2015 HQ132
- (714002) 2015 HR132
- (714003) 2015 HT134
- (714004) 2015 HQ135
- (714005) 2015 HC136
- (714006) 2015 HR137
- (714007) 2015 HH142
- (714008) 2015 HB144
- (714009) 2015 HV144
- (714010) 2015 HO146
- (714011) 2015 HL147
- (714012) 2015 HB150
- (714013) 2015 HP150
- (714014) 2015 HH151
- (714015) 2015 HN151
- (714016) 2015 HW151
- (714017) 2015 HY151
- (714018) 2015 HW154
- (714019) 2015 HT158
- (714020) 2015 HR159
- (714021) 2015 HR162
- (714022) 2015 HX162
- (714023) 2015 HF163
- (714024) 2015 HG163
- (714025) 2015 HW164
- (714026) 2015 HC165
- (714027) 2015 HD166
- (714028) 2015 HT167
- (714029) 2015 HU167
- (714030) 2015 HS172
- (714031) 2015 HH175
- (714032) 2015 HE176
- (714033) 2015 HC177
- (714034) 2015 HH177
- (714035) 2015 HR177
- (714036) 2015 HB178
- (714037) 2015 HK180
- (714038) 2015 HS183
- (714039) 2015 HV183
- (714040) 2015 HH187
- (714041) 2015 HJ187
- (714042) 2015 HC188
- (714043) 2015 HZ188
- (714044) 2015 HD189
- (714045) 2015 HJ190
- (714046) 2015 HF191
- (714047) 2015 HB193
- (714048) 2015 HM194
- (714049) 2015 HB208
- (714050) 2015 HE208
- (714051) 2015 HC210
- (714052) 2015 HF210
- (714053) 2015 HK211
- (714054) 2015 HV211
- (714055) 2015 HU212
- (714056) 2015 HA213
- (714057) 2015 HJ213
- (714058) 2015 HO213
- (714059) 2015 HM215
- (714060) 2015 HH217
- (714061) 2015 HU217
- (714062) 2015 HE219
- (714063) 2015 HP221
- (714064) 2015 HZ222
- (714065) 2015 HO223
- (714066) 2015 HP223
- (714067) 2015 HX224
- (714068) 2015 HF225
- (714069) 2015 HM225
- (714070) 2015 HT225
- (714071) 2015 HW225
- (714072) 2015 HB226
- (714073) 2015 HP227
- (714074) 2015 HE228
- (714075) 2015 HY232
- (714076) 2015 HY287
- (714077) 2015 HY305
- (714078) 2015 HD309
- (714079) 2015 HU341
- (714080) 2015 HH359
- (714081) 2015 JJ4
- (714082) 2015 JB5
- (714083) 2015 JO5
- (714084) 2015 JG6
- (714085) 2015 JA7
- (714086) 2015 JP9
- (714087) 2015 JR10
- (714088) 2015 JH12
- (714089) 2015 JA13
- (714090) 2015 JZ13
- (714091) 2015 JH14
- (714092) 2015 JC15
- (714093) 2015 JE15
- (714094) 2015 JW15
- (714095) 2015 JU16
- (714096) 2015 JY16
- (714097) 2015 JW20
- (714098) 2015 JN21
- (714099) 2015 JR23
- (714100) 2015 JQ25
- (714101) 2015 KA1
- (714102) 2015 KO3
- (714103) 2015 KU3
- (714104) 2015 KG4
- (714105) 2015 KK6
- (714106) 2015 KS7
- (714107) 2015 KT7
- (714108) 2015 KB9
- (714109) 2015 KG10
- (714110) 2015 KQ10
- (714111) 2015 KU11
- (714112) 2015 KT12
- (714113) 2015 KL14
- (714114) 2015 KP15
- (714115) 2015 KE16
- (714116) 2015 KS17
- (714117) 2015 KN19
- (714118) 2015 KT19
- (714119) 2015 KG20
- (714120) 2015 KM20
- (714121) 2015 KZ20
- (714122) 2015 KR21
- (714123) 2015 KP26
- (714124) 2015 KV28
- (714125) 2015 KZ29
- (714126) 2015 KC30
- (714127) 2015 KP33
- (714128) 2015 KS33
- (714129) 2015 KJ34
- (714130) 2015 KO34
- (714131) 2015 KY34
- (714132) 2015 KU35
- (714133) 2015 KC37
- (714134) 2015 KG39
- (714135) 2015 KV42
- (714136) 2015 KC46
- (714137) 2015 KW50
- (714138) 2015 KX50
- (714139) 2015 KY55
- (714140) 2015 KZ58
- (714141) 2015 KF59
- (714142) 2015 KH62
- (714143) 2015 KT62
- (714144) 2015 KR65
- (714145) 2015 KN66
- (714146) 2015 KQ69
- (714147) 2015 KF70
- (714148) 2015 KB71
- (714149) 2015 KZ72
- (714150) 2015 KB74
- (714151) 2015 KF74
- (714152) 2015 KC75
- (714153) 2015 KG77
- (714154) 2015 KB79
- (714155) 2015 KF80
- (714156) 2015 KB82
- (714157) 2015 KA86
- (714158) 2015 KN86
- (714159) 2015 KX86
- (714160) 2015 KM87
- (714161) 2015 KQ87
- (714162) 2015 KB90
- (714163) 2015 KY90
- (714164) 2015 KE92
- (714165) 2015 KM92
- (714166) 2015 KA95
- (714167) 2015 KT96
- (714168) 2015 KO105
- (714169) 2015 KQ105
- (714170) 2015 KL107
- (714171) 2015 KT107
- (714172) 2015 KH108
- (714173) 2015 KW108
- (714174) 2015 KY109
- (714175) 2015 KY110
- (714176) 2015 KK113
- (714177) 2015 KN115
- (714178) 2015 KZ115
- (714179) 2015 KA116
- (714180) 2015 KF116
- (714181) 2015 KH116
- (714182) 2015 KH117
- (714183) 2015 KP118
- (714184) 2015 KJ119
- (714185) 2015 KX123
- (714186) 2015 KH125
- (714187) 2015 KA129
- (714188) 2015 KJ130
- (714189) 2015 KN132
- (714190) 2015 KN133
- (714191) 2015 KC135
- (714192) 2015 KF136
- (714193) 2015 KJ136
- (714194) 2015 KP137
- (714195) 2015 KF138
- (714196) 2015 KD140
- (714197) 2015 KP141
- (714198) 2015 KF142
- (714199) 2015 KS142
- (714200) 2015 KL143
- (714201) 2015 KG144
- (714202) 2015 KL144
- (714203) 2015 KX147
- (714204) 2015 KB149
- (714205) 2015 KQ149
- (714206) 2015 KS150
- (714207) 2015 KF151
- (714208) 2015 KE161
- (714209) 2015 KA166
- (714210) 2015 KE166
- (714211) 2015 KV166
- (714212) 2015 KZ166
- (714213) 2015 KP167
- (714214) 2015 KR168
- (714215) 2015 KS168
- (714216) 2015 KC170
- (714217) 2015 KM170
- (714218) 2015 KL172
- (714219) 2015 KB179
- (714220) 2015 KW186
- (714221) 2015 KJ187
- (714222) 2015 KD188
- (714223) 2015 KE188
- (714224) 2015 KG189
- (714225) 2015 KO191
- (714226) 2015 KH192
- (714227) 2015 KW193
- (714228) 2015 KF194
- (714229) 2015 KU194
- (714230) 2015 KZ194
- (714231) 2015 KB195
- (714232) 2015 KO197
- (714233) 2015 KE200
- (714234) 2015 KS205
- (714235) 2015 KE210
- (714236) 2015 KM210
- (714237) 2015 KQ227
- (714238) 2015 KQ231
- (714239) 2015 KB247
- (714240) 2015 KA261
- (714241) 2015 KC267
- (714242) 2015 KJ276
- (714243) 2015 KO301
- (714244) 2015 KM328
- (714245) 2015 KF356
- (714246) 2015 KG369
- (714247) 2015 KQ372
- (714248) 2015 KB394
- (714249) 2015 LV
- (714250) 2015 LZ
- (714251) 2015 LJ2
- (714252) 2015 LX3
- (714253) 2015 LN5
- (714254) 2015 LQ5
- (714255) 2015 LL11
- (714256) 2015 LW11
- (714257) 2015 LX11
- (714258) 2015 LD14
- (714259) 2015 LS14
- (714260) 2015 LH15
- (714261) 2015 LS17
- (714262) 2015 LA19
- (714263) 2015 LE19
- (714264) 2015 LF19
- (714265) 2015 LD25
- (714266) 2015 LP26
- (714267) 2015 LH28
- (714268) 2015 LS30
- (714269) 2015 LW30
- (714270) 2015 LP33
- (714271) 2015 LK37
- (714272) 2015 LW38
- (714273) 2015 LE41
- (714274) 2015 LC42
- (714275) 2015 LJ42
- (714276) 2015 LM43
- (714277) 2015 LB44
- (714278) 2015 LF44
- (714279) 2015 LL44
- (714280) 2015 LX45
- (714281) 2015 LN48
- (714282) 2015 LB49
- (714283) 2015 LL51
- (714284) 2015 LE54
- (714285) 2015 LK56
- (714286) 2015 LG57
- (714287) 2015 LU58
- (714288) 2015 ML2
- (714289) 2015 MD3
- (714290) 2015 MP3
- (714291) 2015 MF5
- (714292) 2015 MX5
- (714293) 2015 MG6
- (714294) 2015 MH6
- (714295) 2015 MR8
- (714296) 2015 MY8
- (714297) 2015 MJ9
- (714298) 2015 MQ12
- (714299) 2015 MR12
- (714300) 2015 MS12
- (714301) 2015 MN16
- (714302) 2015 MO19
- (714303) 2015 MH22
- (714304) 2015 MN23
- (714305) Panceri
- (714306) 2015 MP24
- (714307) 2015 MY24
- (714308) 2015 MY31
- (714309) 2015 MM34
- (714310) 2015 MN40
- (714311) 2015 MY40
- (714312) 2015 MT44
- (714313) 2015 MC46
- (714314) 2015 MR48
- (714315) 2015 MW48
- (714316) 2015 MX49
- (714317) 2015 ML50
- (714318) 2015 MZ50
- (714319) 2015 MG53
- (714320) 2015 ML54
- (714321) 2015 MZ54
- (714322) 2015 MM55
- (714323) 2015 MZ56
- (714324) 2015 MO60
- (714325) 2015 MS60
- (714326) 2015 MW60
- (714327) 2015 MC61
- (714328) 2015 MC63
- (714329) 2015 MC64
- (714330) 2015 MB68
- (714331) 2015 MW68
- (714332) 2015 MA71
- (714333) 2015 MC71
- (714334) 2015 MQ73
- (714335) 2015 MA74
- (714336) 2015 MY74
- (714337) 2015 MV75
- (714338) 2015 MN76
- (714339) 2015 MD79
- (714340) 2015 MR81
- (714341) 2015 MB82
- (714342) 2015 MZ83
- (714343) 2015 MD85
- (714344) 2015 MH85
- (714345) 2015 MW86
- (714346) 2015 ME87
- (714347) 2015 MX89
- (714348) 2015 MZ89
- (714349) 2015 ML90
- (714350) 2015 MT90
- (714351) 2015 MN92
- (714352) 2015 MJ94
- (714353) 2015 ME95
- (714354) 2015 MH96
- (714355) 2015 MK96
- (714356) 2015 MH98
- (714357) 2015 MW98
- (714358) 2015 MM99
- (714359) 2015 MR99
- (714360) 2015 MG101
- (714361) 2015 MA104
- (714362) 2015 MH105
- (714363) 2015 MA110
- (714364) 2015 MF110
- (714365) 2015 ML110
- (714366) 2015 MY110
- (714367) 2015 MY113
- (714368) 2015 MT114
- (714369) 2015 MA115
- (714370) 2015 MD118
- (714371) 2015 MR119
- (714372) 2015 MC122
- (714373) 2015 MM122
- (714374) 2015 ME124
- (714375) 2015 MR124
- (714376) 2015 MD125
- (714377) 2015 MC128
- (714378) Char
- (714379) 2015 MY129
- (714380) 2015 MC134
- (714381) 2015 MG134
- (714382) 2015 MB135
- (714383) 2015 MD135
- (714384) 2015 ME136
- (714385) 2015 MO136
- (714386) 2015 MT136
- (714387) 2015 MA138
- (714388) 2015 ME138
- (714389) 2015 MJ138
- (714390) 2015 MN138
- (714391) 2015 MP138
- (714392) 2015 MQ138
- (714393) 2015 MS138
- (714394) 2015 MD140
- (714395) 2015 MJ140
- (714396) 2015 MO140
- (714397) 2015 MT140
- (714398) 2015 MP141
- (714399) 2015 MN142
- (714400) 2015 MF143
- (714401) 2015 MO143
- (714402) 2015 MR143
- (714403) 2015 MA145
- (714404) 2015 MC146
- (714405) 2015 MQ146
- (714406) 2015 MT146
- (714407) 2015 MW146
- (714408) 2015 MX147
- (714409) 2015 MA148
- (714410) 2015 MV148
- (714411) 2015 MB149
- (714412) 2015 MX155
- (714413) 2015 MY163
- (714414) 2015 MA167
- (714415) 2015 MH168
- (714416) 2015 MX170
- (714417) 2015 ML171
- (714418) 2015 MP173
- (714419) 2015 MZ175
- (714420) 2015 ML193
- (714421) 2015 MQ195
- (714422) 2015 MO197
- (714423) 2015 NC
- (714424) 2015 NJ
- (714425) 2015 NQ
- (714426) 2015 NO3
- (714427) 2015 NX4
- (714428) 2015 NZ10
- (714429) 2015 NM11
- (714430) 2015 NV11
- (714431) 2015 NS12
- (714432) 2015 NX12
- (714433) 2015 NA16
- (714434) 2015 ND18
- (714435) 2015 NS20
- (714436) 2015 NC22
- (714437) 2015 NB23
- (714438) 2015 NH23
- (714439) 2015 NP24
- (714440) 2015 NU24
- (714441) 2015 NO25
- (714442) 2015 NM26
- (714443) 2015 NV26
- (714444) 2015 NC27
- (714445) 2015 NQ27
- (714446) 2015 NK28
- (714447) 2015 NX28
- (714448) 2015 NZ29
- (714449) 2015 NL30
- (714450) 2015 NQ30
- (714451) 2015 NB32
- (714452) 2015 NJ33
- (714453) 2015 NK34
- (714454) 2015 NR34
- (714455) 2015 NL37
- (714456) 2015 OC1
- (714457) 2015 OQ1
- (714458) 2015 OL2
- (714459) 2015 ON2
- (714460) 2015 OJ4
- (714461) 2015 OR4
- (714462) 2015 OT4
- (714463) 2015 ON5
- (714464) 2015 OQ5
- (714465) 2015 OM6
- (714466) 2015 ON7
- (714467) 2015 OB9
- (714468) 2015 OK9
- (714469) 2015 OC10
- (714470) 2015 OP10
- (714471) 2015 OF11
- (714472) 2015 OL13
- (714473) 2015 ON13
- (714474) 2015 OW13
- (714475) 2015 OB17
- (714476) 2015 OJ19
- (714477) 2015 OV20
- (714478) 2015 OJ21
- (714479) 2015 OS23
- (714480) 2015 OY28
- (714481) 2015 OZ29
- (714482) 2015 OH31
- (714483) 2015 OQ31
- (714484) 2015 OF32
- (714485) 2015 OR32
- (714486) 2015 OU35
- (714487) 2015 OY36
- (714488) 2015 OG37
- (714489) 2015 OQ37
- (714490) 2015 OT37
- (714491) 2015 OY37
- (714492) 2015 OD44
- (714493) 2015 OC47
- (714494) 2015 OG50
- (714495) 2015 OH50
- (714496) 2015 ON50
- (714497) 2015 OX52
- (714498) 2015 OY53
- (714499) 2015 OK55
- (714500) 2015 OQ59
- (714501) 2015 OV59
- (714502) 2015 OX59
- (714503) 2015 OM62
- (714504) 2015 OY63
- (714505) 2015 OD68
- (714506) 2015 OZ68
- (714507) 2015 OP69
- (714508) 2015 OH70
- (714509) 2015 OB71
- (714510) 2015 OZ71
- (714511) 2015 OE72
- (714512) 2015 OP72
- (714513) 2015 OF73
- (714514) 2015 OU74
- (714515) 2015 OY75
- (714516) 2015 OO81
- (714517) 2015 OS84
- (714518) 2015 OL85
- (714519) 2015 OM85
- (714520) 2015 OS85
- (714521) 2015 OY85
- (714522) 2015 OE86
- (714523) 2015 ON86
- (714524) 2015 OO86
- (714525) 2015 OP88
- (714526) 2015 OL89
- (714527) 2015 OO89
- (714528) 2015 OP89
- (714529) 2015 OW89
- (714530) 2015 OL90
- (714531) 2015 OW90
- (714532) 2015 ON92
- (714533) 2015 OQ92
- (714534) 2015 OY93
- (714535) 2015 OJ94
- (714536) 2015 OC95
- (714537) 2015 OE96
- (714538) 2015 OY98
- (714539) 2015 OA101
- (714540) 2015 OE104
- (714541) 2015 OQ104
- (714542) 2015 OZ104
- (714543) 2015 OD115
- (714544) 2015 OZ122
- (714545) 2015 OH125
- (714546) 2015 OM127
- (714547) 2015 OZ128
- (714548) 2015 OT131
- (714549) 2015 OB132
- (714550) 2015 OH133
- (714551) 2015 ON133
- (714552) 2015 OJ135
- (714553) 2015 OU135
- (714554) 2015 OC136
- (714555) 2015 OQ136
- (714556) 2015 OH137
- (714557) 2015 OC138
- (714558) 2015 OG138
- (714559) 2015 OY138
- (714560) 2015 OC139
- (714561) 2015 OQ139
- (714562) 2015 OB144
- (714563) 2015 OB145
- (714564) 2015 OC145
- (714565) 2015 OO153
- (714566) 2015 OU156
- (714567) 2015 OH159
- (714568) 2015 OY160
- (714569) 2015 OD165
- (714570) 2015 OZ167
- (714571) 2015 OZ168
- (714572) 2015 PU
- (714573) 2015 PR9
- (714574) 2015 PC17
- (714575) 2015 PK17
- (714576) 2015 PR17
- (714577) 2015 PM18
- (714578) 2015 PZ19
- (714579) 2015 PZ20
- (714580) 2015 PU22
- (714581) 2015 PF25
- (714582) 2015 PK27
- (714583) 2015 PM28
- (714584) 2015 PQ29
- (714585) 2015 PA30
- (714586) 2015 PS31
- (714587) 2015 PK32
- (714588) 2015 PB33
- (714589) 2015 PH33
- (714590) 2015 PJ35
- (714591) 2015 PO35
- (714592) 2015 PA36
- (714593) 2015 PK36
- (714594) 2015 PD37
- (714595) 2015 PQ37
- (714596) 2015 PK39
- (714597) 2015 PL39
- (714598) 2015 PM39
- (714599) 2015 PG41
- (714600) 2015 PZ41
- (714601) 2015 PN42
- (714602) 2015 PJ43
- (714603) 2015 PR43
- (714604) 2015 PF45
- (714605) 2015 PT45
- (714606) 2015 PA46
- (714607) 2015 PT46
- (714608) 2015 PV48
- (714609) 2015 PG49
- (714610) 2015 PV49
- (714611) 2015 PW49
- (714612) 2015 PX50
- (714613) 2015 PE52
- (714614) 2015 PH52
- (714615) 2015 PU52
- (714616) 2015 PR53
- (714617) 2015 PJ54
- (714618) 2015 PV55
- (714619) 2015 PN58
- (714620) 2015 PJ60
- (714621) 2015 PU60
- (714622) 2015 PT61
- (714623) 2015 PC62
- (714624) 2015 PB64
- (714625) 2015 PC64
- (714626) 2015 PG64
- (714627) 2015 PR64
- (714628) 2015 PD67
- (714629) 2015 PP68
- (714630) 2015 PT69
- (714631) 2015 PO70
- (714632) 2015 PO71
- (714633) 2015 PR71
- (714634) 2015 PR73
- (714635) 2015 PM74
- (714636) 2015 PM79
- (714637) 2015 PO80
- (714638) 2015 PG81
- (714639) 2015 PE89
- (714640) 2015 PA90
- (714641) 2015 PK90
- (714642) 2015 PW90
- (714643) 2015 PU92
- (714644) 2015 PL93
- (714645) 2015 PS98
- (714646) 2015 PA99
- (714647) 2015 PQ101
- (714648) 2015 PE103
- (714649) 2015 PO103
- (714650) 2015 PX104
- (714651) 2015 PO107
- (714652) 2015 PR107
- (714653) 2015 PK108
- (714654) 2015 PR108
- (714655) 2015 PR109
- (714656) 2015 PF111
- (714657) 2015 PF114
- (714658) 2015 PM114
- (714659) 2015 PJ117
- (714660) 2015 PD120
- (714661) 2015 PL122
- (714662) 2015 PV126
- (714663) 2015 PB127
- (714664) 2015 PB129
- (714665) 2015 PE130
- (714666) 2015 PH130
- (714667) 2015 PP135
- (714668) 2015 PD138
- (714669) 2015 PW141
- (714670) 2015 PA142
- (714671) 2015 PS142
- (714672) 2015 PE143
- (714673) 2015 PG144
- (714674) 2015 PY144
- (714675) 2015 PN145
- (714676) 2015 PN153
- (714677) 2015 PU153
- (714678) 2015 PE156
- (714679) 2015 PA157
- (714680) 2015 PE158
- (714681) 2015 PB160
- (714682) 2015 PY165
- (714683) 2015 PE167
- (714684) 2015 PA168
- (714685) 2015 PU171
- (714686) 2015 PO174
- (714687) 2015 PK176
- (714688) 2015 PT176
- (714689) 2015 PL177
- (714690) 2015 PM180
- (714691) 2015 PG182
- (714692) 2015 PU182
- (714693) 2015 PT183
- (714694) 2015 PU183
- (714695) 2015 PA188
- (714696) 2015 PF189
- (714697) 2015 PM194
- (714698) 2015 PM196
- (714699) 2015 PM197
- (714700) 2015 PL198
- (714701) 2015 PU198
- (714702) 2015 PQ199
- (714703) 2015 PK201
- (714704) 2015 PU202
- (714705) 2015 PE211
- (714706) 2015 PA215
- (714707) 2015 PZ217
- (714708) 2015 PP218
- (714709) 2015 PA219
- (714710) 2015 PO219
- (714711) 2015 PH221
- (714712) 2015 PL224
- (714713) 2015 PM227
- (714714) 2015 PL230
- (714715) 2015 PR230
- (714716) 2015 PU232
- (714717) 2015 PN233
- (714718) 2015 PT233
- (714719) 2015 PS239
- (714720) 2015 PP245
- (714721) 2015 PM246
- (714722) 2015 PM253
- (714723) 2015 PP254
- (714724) 2015 PK255
- (714725) 2015 PU255
- (714726) 2015 PG256
- (714727) 2015 PJ256
- (714728) 2015 PL256
- (714729) 2015 PT256
- (714730) 2015 PX256
- (714731) 2015 PL259
- (714732) 2015 PP260
- (714733) 2015 PD263
- (714734) 2015 PE263
- (714735) 2015 PS263
- (714736) 2015 PU263
- (714737) 2015 PT265
- (714738) 2015 PU265
- (714739) 2015 PW265
- (714740) 2015 PF272
- (714741) 2015 PX273
- (714742) 2015 PM275
- (714743) 2015 PG278
- (714744) 2015 PH280
- (714745) 2015 PJ280
- (714746) 2015 PO280
- (714747) 2015 PS280
- (714748) 2015 PV280
- (714749) 2015 PS281
- (714750) 2015 PF282
- (714751) 2015 PV284
- (714752) 2015 PJ285
- (714753) 2015 PA286
- (714754) 2015 PX288
- (714755) 2015 PY291
- (714756) 2015 PY292
- (714757) 2015 PF301
- (714758) 2015 PH301
- (714759) 2015 PV301
- (714760) 2015 PK302
- (714761) 2015 PU302
- (714762) 2015 PA303
- (714763) 2015 PN305
- (714764) 2015 PU305
- (714765) 2015 PA308
- (714766) 2015 PX308
- (714767) 2015 PJ309
- (714768) 2015 PZ309
- (714769) 2015 PX311
- (714770) 2015 PT314
- (714771) 2015 PR315
- (714772) 2015 PG316
- (714773) 2015 PO316
- (714774) 2015 PY318
- (714775) 2015 PF321
- (714776) 2015 PT321
- (714777) 2015 PV322
- (714778) 2015 PK334
- (714779) 2015 PL334
- (714780) 2015 PT334
- (714781) 2015 PY336
- (714782) 2015 PS337
- (714783) 2015 PP339
- (714784) 2015 PP341
- (714785) 2015 PU345
- (714786) 2015 PE346
- (714787) 2015 PS348
- (714788) 2015 PC349
- (714789) 2015 PW367
- (714790) 2015 QW4
- (714791) 2015 QQ5
- (714792) 2015 QB7
- (714793) 2015 QM7
- (714794) 2015 QL8
- (714795) 2015 QK11
- (714796) 2015 QG13
- (714797) 2015 QZ13
- (714798) 2015 QG14
- (714799) 2015 QN14
- (714800) 2015 QH15
- (714801) 2015 QN15
- (714802) 2015 QY15
- (714803) 2015 QT16
- (714804) 2015 QA17
- (714805) 2015 QS17
- (714806) 2015 QF18
- (714807) 2015 QO18
- (714808) 2015 QQ18
- (714809) 2015 QT18
- (714810) 2015 QU18
- (714811) 2015 QE19
- (714812) 2015 QM19
- (714813) 2015 QC24
- (714814) 2015 QS27
- (714815) 2015 QT27
- (714816) 2015 QW27
- (714817) 2015 QZ28
- (714818) 2015 QQ29
- (714819) 2015 QU29
- (714820) 2015 QF34
- (714821) 2015 QR34
- (714822) 2015 QF38
- (714823) 2015 QF39
- (714824) 2015 RU3
- (714825) 2015 RE5
- (714826) 2015 RC8
- (714827) 2015 RV9
- (714828) 2015 RX9
- (714829) 2015 RN10
- (714830) 2015 RV10
- (714831) 2015 RZ11
- (714832) 2015 RF13
- (714833) 2015 RR15
- (714834) 2015 RC17
- (714835) 2015 RD17
- (714836) 2015 RF18
- (714837) 2015 RZ18
- (714838) 2015 RN19
- (714839) 2015 RD20
- (714840) 2015 RT22
- (714841) 2015 RE24
- (714842) 2015 RK25
- (714843) 2015 RV27
- (714844) 2015 RC31
- (714845) 2015 RF33
- (714846) 2015 RR34
- (714847) 2015 RR40
- (714848) 2015 RM41
- (714849) 2015 RR42
- (714850) 2015 RZ43
- (714851) 2015 RS50
- (714852) 2015 RV50
- (714853) 2015 RP52
- (714854) 2015 RD54
- (714855) 2015 RB55
- (714856) 2015 RG57
- (714857) 2015 RP57
- (714858) 2015 RB58
- (714859) 2015 RV58
- (714860) 2015 RJ60
- (714861) 2015 RU60
- (714862) 2015 RY60
- (714863) 2015 RO63
- (714864) 2015 RB65
- (714865) 2015 RW65
- (714866) 2015 RQ67
- (714867) 2015 RW69
- (714868) 2015 RX71
- (714869) 2015 RM77
- (714870) 2015 RS78
- (714871) 2015 RT86
- (714872) 2015 RC92
- (714873) 2015 RS96
- (714874) 2015 RK97
- (714875) 2015 RM97
- (714876) 2015 RA99
- (714877) 2015 RB100
- (714878) 2015 RK103
- (714879) 2015 RE104
- (714880) 2015 RZ107
- (714881) 2015 RH110
- (714882) 2015 RG114
- (714883) 2015 RP114
- (714884) 2015 RF115
- (714885) 2015 RE116
- (714886) 2015 RG116
- (714887) 2015 RK118
- (714888) 2015 RL121
- (714889) 2015 RX121
- (714890) 2015 RP126
- (714891) 2015 RP132
- (714892) 2015 RY133
- (714893) 2015 RZ133
- (714894) 2015 RF135
- (714895) 2015 RN138
- (714896) 2015 RK140
- (714897) 2015 RV141
- (714898) 2015 RM142
- (714899) 2015 RY142
- (714900) 2015 RA151
- (714901) 2015 RZ151
- (714902) 2015 RW157
- (714903) 2015 RH158
- (714904) 2015 RD160
- (714905) 2015 RB161
- (714906) 2015 RC164
- (714907) 2015 RQ166
- (714908) 2015 RM167
- (714909) 2015 RY168
- (714910) 2015 RU169
- (714911) 2015 RC174
- (714912) 2015 RJ176
- (714913) 2015 RN179
- (714914) 2015 RS179
- (714915) 2015 RQ180
- (714916) 2015 RY185
- (714917) 2015 RH189
- (714918) 2015 RN193
- (714919) 2015 RM197
- (714920) 2015 RT201
- (714921) 2015 RW205
- (714922) 2015 RG211
- (714923) 2015 RJ211
- (714924) 2015 RO212
- (714925) 2015 RQ212
- (714926) 2015 RU212
- (714927) 2015 RX212
- (714928) 2015 RE220
- (714929) 2015 RJ223
- (714930) 2015 RJ227
- (714931) 2015 RS227
- (714932) 2015 RQ228
- (714933) 2015 RE229
- (714934) 2015 RH229
- (714935) 2015 RN231
- (714936) 2015 RV231
- (714937) 2015 RB233
- (714938) 2015 RH236
- (714939) 2015 RO238
- (714940) 2015 RK240
- (714941) 2015 RP240
- (714942) 2015 RY240
- (714943) 2015 RU242
- (714944) 2015 RO243
- (714945) 2015 RF253
- (714946) 2015 RU253
- (714947) 2015 RS254
- (714948) 2015 RV254
- (714949) 2015 RJ255
- (714950) 2015 RK255
- (714951) 2015 RB256
- (714952) 2015 RX256
- (714953) 2015 RR257
- (714954) 2015 RN258
- (714955) 2015 RY258
- (714956) 2015 RO259
- (714957) 2015 RR259
- (714958) 2015 RX259
- (714959) 2015 RY260
- (714960) 2015 RL261
- (714961) 2015 RQ261
- (714962) 2015 RN263
- (714963) 2015 RR263
- (714964) 2015 RB264
- (714965) 2015 RN264
- (714966) 2015 RR264
- (714967) 2015 RQ265
- (714968) 2015 RS265
- (714969) 2015 RP266
- (714970) 2015 RR266
- (714971) 2015 RK267
- (714972) 2015 RC268
- (714973) 2015 RM268
- (714974) 2015 RQ268
- (714975) 2015 RX271
- (714976) 2015 RA272
- (714977) 2015 RL272
- (714978) 2015 RK273
- (714979) 2015 RY274
- (714980) 2015 RJ275
- (714981) 2015 RK276
- (714982) 2015 RV303
- (714983) 2015 RX303
- (714984) 2015 RG304
- (714985) 2015 RB310
- (714986) 2015 RD311
- (714987) 2015 RF312
- (714988) 2015 RW315
- (714989) 2015 RY315
- (714990) 2015 RP319
- (714991) 2015 RR319
- (714992) 2015 RW320
- (714993) 2015 RW322
- (714994) 2015 RC324
- (714995) 2015 RC325
- (714996) 2015 RY332
- (714997) 2015 RO337
- (714998) 2015 RA338
- (714999) 2015 RG342
- (715000) 2015 RP348